# Raheem Shah
 (septembre 2022).
Raheem Shah (ourdou : رحیم شاہ) est un chanteur pakistanais, né le 12 décembre 1975 à Karachi.
Il a commencé sa carrière avec l'album Ghum en 1998. Il est connu au Pakistan et en Inde dans les régions de la diaspora pachtoune et de la diaspora indienne avec des chansons pashto, ourdou et panjabi telles que Yaarana, Ghum, Tap Tap Aanso, Ghanam Rangi, Saba Ru et Peera.

## Discographie
- Goum (1999)
- Sadma Bewafa Ka (2000)
- Sheba Ru (2001)
- Laila
- Ô Peera
- Jhoola
- Channa (2003)
- Pyar Nahin Milta (2004)
- Yaarana (2005)
- Chercha (2007)
- Maa'ma Dey (septembre 2009)
- Hella Hum Lallann Bol Rahe Hain (2010)
- Gul Jaana (2011)
- Bad Times (2014)